# 馬修·賓寧頓
馬修·賓寧頓（英語：Matthew Pennington；1994年10月6日—）是一位英格蘭足球運動員，在場上司職後衛。現效力於英甲球隊黑池，曾效力於英格蘭足球甲級聯賽球隊考文垂。他也代表英格蘭各級國青隊參賽。